# Jancsó Aranka
Jancsó Aranka, szül. Gábor Aranka (Székelyudvarhely, 1922. január 28. – Szeged, 1981. szeptember 14.) farmakológus. Jancsó Miklós (1903–1966) farmakológus felesége.

## Életútja
Gábor Gyula tisztviselő és Frank Aranka gyermekeként született. Férje Jancsó Miklós (1903–1966) orvos, farmakológus. Gyermekeik: Jancsó Gábor (1948–) orvos, neurobiológus és Jancsó Judit (1949–).
A Szegedi Tudományegyetemen szerzett 1945-ben gyógyszerészi, majd 1947-ben gyógyszerészdoktori oklevelet. 1945–1952 között tanársegéd, 1952–1966 között adjunktus, 1975–1976-ban pedig docens az egyetem Gyógyszerészeti Intézetében. 1975–77-ben az Élettani Intézet docense volt, ahová 1977-ben nevezték ki egyetemi tanárrá. 1968-ban vendégprofesszor volt a Montreali Egyetemen. 1970–1975 között Pécsi Tudományegyetem Gyógyszertani Intézetének docense volt. 1972-ben nyerte el a biológiai tudomány kandidátusa fokozatot.
Kutatási területe a véralvadás, a gyulladásos reakciók, a hőreguláció és a fájdalomérző idegvégződések működésének feltárását és farmakológiáját foglalja magába. Férjével közösen vettek részt a hisztaminkutatásban.
1981-ben hunyt el, a szegedi Belvárosi temetőben nyugszik.

## Főbb művei
- Adatok a hisztamin-felszabadító anyagok farmakológiájához. Gyógyszerészdoktori értekezés. Szeged, 1947.
- Die Wirkungen des Capsaicins auf die hypotha-lamischen Thermoreceptoren. Archives of Experimentel Pathology and pharmacology. 1965.
- A neurogén gyulladás mechanizmusa. Kandidátusi értekezés. Pécs, 1971.
- Pharamacologically Induced Selective Degeneration of Chemosensitive Ptimary Sensory Neurons. Nature, 1977.